# Scatopsciara acuta
Scatopsciara acuta är en tvåvingeart som först beskrevs av Oskar Augustus Johannsen 1912.  Scatopsciara acuta ingår i släktet Scatopsciara och familjen sorgmyggor. Inga underarter finns listade i Catalogue of Life.